# Sectarismo
O termo sectarismo (usado geralmente com conotação negativa e pejorativa) vem do latim sectariu, que em sentido estrito se aplica ao seguidor de uma seita, mas pode também denotar zelo ou apego exagerado a um ponto de vista; visão estreita, intolerante ou intransigente. Muitas seitas, religiões e grupos ideológicos são obstinados e inflexíveis na defesa de suas doutrinas. O termo vale também ao indivíduo fechado ao diálogo.

## Sectarismo religioso
O sectarismo religioso pode ser encontrado em diferentes formas e graus. Em algumas áreas, grupos religiosos (p. ex., católicos e protestantes cristãos), agora convivem pacificamente a maior parte do tempo. Mas no Islã, em vários períodos, tem havido conflitos entre sunitas e xiitas: os xiitas consideram os sunitas condenados, devido à sua recusa em aceitar Ali como o primeiro califa e todos seus descendentes como infalível e divinamente guiados. Muitos líderes religiosos sunitas, incluindo aqueles inspirados pelo uaabismo e outras ideologias, declararam os xiitas hereges e ou apóstatas.